# 154 Bertha
154 Bertha је астероид главног астероидног појаса. Приближан пречник астероида је 184,93 km,
а средња удаљеност астероида од Сунца износи 3,188 астрономских јединица (АЈ).
Инклинација (нагиб) орбите у односу на раван еклиптике је 21,032 степени, а орбитални период износи 2079,446 дана (5,693 година). Ексцентрицитет орбите астероида износи 0,083.
Апсолутна магнитуда астероида износи 7,58 а геометријски албедо 0,048.
Астероид је откривен 4. новембра 1875. године.